# Verband Bayerischer Amateurtheater
Der Verband Bayerischer Amateurtheater e.V. ist ein Dachverband für Amateurtheater in Bayern.
Seine Geschäftsstelle ist in Rosenheim. Der Verband wurde 1923 unter dem Namen "Bayerischer Verband Volksspielkunst – Kulturgemeinschaft für Volkskunst und Volksbildung – Verband bayerischer Theatervereine e.V." gegründet. 1958 wird er neu konstituiert und in "Volksspielkunst-Verband Bayern e.V." umbenannt. Seit 1961 finden zweijährlich, seit 1983 vierjährlich Verbandstage statt.
Der Verband wuchs kontinuierlich von 79 Mitgliedsbühnen (1975) über 101 (1977), 127 (1979), 163 (1981), 196 (1983), 254 (1987), 330 (1991), 410 (1995), 449 (1998) auf 570 Bühnen im Jahr 2004. Gegenwärtig betreut und vertritt der Verband 682 Laien- und Amateurbühnen in drei Bezirksgruppen – Oberbayern (mit Niederbayern und Teilen der Oberpfalz), Schwaben und Nordbayern (Franken mit nördlicher Oberpfalz) – und ist damit der größte Landesverband im Bund Deutscher Amateurtheater e.V. Die Umbenennung in den heutigen Verbandsnamen erfolgte 1995.
Der Verband wird vom Freistaat Bayern finanziell gefördert. Zusammen mit den nach Bühnenmitgliedern gestaffelten Beiträgen können den Mitgliedern folgende Leistungen weitergegeben werden:
- Aus- und Fortbildung für Spieler, Regisseure, Techniker und Maskenbildner;
- Fachseminare zu vereins- und steuerrechtlichen Fragen sowie zu Management und Öffentlichkeitsarbeit;
- Versicherungsschutz;
- eigene Fachliteratur;
- kostenloser Bezug der dreimal jährlich erscheinenden Verbandszeitschrift „Bayerischer Theaterspiegel“ (seit 1985)
- Zuschüsse für Bühnenausstattung und Spielbegegnungen im In- und Ausland.